# 入江則賢
入江 則賢（いりえ のりかた、文政2年12月18日（1820年2月2日） - 明治23年（1890年）8月23日）は、幕末の地下人。入江則恭の子。
一条家の諸大夫。天保6年（1835年）元服して正六位上土佐守に叙任され、天保12年（1841年）内蔵助、弘化4年（1847年）雅楽頭を歴任。
勤皇活動に従事したために、安政5年（1858年）安政の大獄で捕われる。安政6年（1859年）江戸に送られ、一条忠香に入説した事を咎められて、中追放刑となった。文久2年（1862年）大赦によって許され、翌文久3年（1863年）復位する。元治元年（1864年）従四位上となり、慶応3年（1868年）兵部権少輔に任じられている。
墓所は京都府京都市左京区の知恩寺善導院。